# 와키노사와역
와키노사와역(일본어: 脇ノ沢駅)은 일본 이와테현 리쿠젠타카타시에 위치한 동일본 여객철도 오후나토 선의 철도역이다. 단선 승강장 1면 1선의 구조를 갖춘 지상역이었으나, 2011년 동일본 대지진 피해로 인해 영업이 중단되어, 현재는 BRT로 대체 운행되고 있다.

## 이용 현황
| 승차 인원 추이 | 승차 인원 추이 |
| 연도           | 1일 평균       |
| -------------- | -------------- |
| 2013           | 12             |
| 2014           | 13             |
| 2015           | 18             |

## 역사
- 1933년 12월 15일 : 개업.
- 1960년 5월 23일 : 1960년 칠레 지진에 의해 쓰나미로 완수, 당 역 - 오토모 역 간에 장기로 불통이 됨.
- 1983년 3월 10일 : 무인화.
- 1987년 4월 1일 : 일본국유철도 분할 민영화에 의해, 동일본 여객철도가 승계.
- 2011년 3월 11일 : 동일본 대지진 쓰나미로 인해 유실됨.
- 2013년 3월 2일 : BRT로 인한 가 복구로 인해, 현도 상에 역을 이설.

## 인접 역
| 동일본 여객철도 오후나토 선  | 동일본 여객철도 오후나토 선 | 동일본 여객철도 오후나토 선 |
| ---------------------------- | --------------------------- | --------------------------- |
| 리쿠젠타카타 이치노세키 방면 | ■ 본선 철도 운용시          | 오토모 사카리 방면          |
| 다카타뵤인 이치노세키 방면   | ■ BRT 구간 (사카리 방면)    | 오토모 사카리 방면          |